# Coeliopsidinae
Coeliopsidinae, podtribus kaćunovki smješten u tribus Cymbidieae, dio potporodice Epidendroideae. Postoje tri priznata roda; tipični je monotipičan rod Coeliopsis iz Kostarike, Paname, Kolumbije i Ekvadora.

## Rodovi
1. Coeliopsis Rchb.f. (1 sp.)
2. Lycomormium Rchb.f.  (5 spp.)
3. Peristeria Hook.  (10 spp.)